# علی شعبان‌اف
علی شعبان‌اف (بلاروسی: Алі Шабанаў، روسی: Али Шабанов) کشتی‌گیر اهل بلاروس می‌باشد. وی برندۀ چهار نشان برنز رقابت‌های قهرمانی جهان و نشان برنز بازی‌های اروپایی در ۲۰۱۹ می‌باشد. وی در بازی‌های المپیک تابستانی ۲۰۱۲ نیز شرکت کرد و در پایان به جایگاه دهم دست یافت. وی سابقه حضور در المپیک ۲۰۲۰ توکیو را نیز دارد.